# 吉岡大貴
吉岡 大貴（よしおか たいき、1995年9月2日 - ）は、ジャパンラグビーリーグワン三重ホンダヒートに所属するラグビー選手。

## プロフィール
- 宮崎県出身[1]。
- ポジションはプロップ(PR)。
- 身長 183 cm、体重 110 kg

## 略歴
2014年、日向高校卒業後、明治大学に入る。
2019年、明治大学卒業後、Honda Heat(現・三重ホンダヒート)に加入。
2022年1月16日に行われたJAPAN RUGBY LEAGUE ONE第1節日本製鉄釜石シーウェイブス戦にて途中出場で公式戦初出場を果たした。